# رادوفان تشورتشيتش
رادوفان تشورتشيتش (بالصربية: Радован Ћурчић)‏ هو مدرب كرة قدم ولاعب كرة قدم صربي في مركز الهجوم، ولد في 10 يناير 1972 في Ivanjica ‏ في صربيا. لعب مع نادي أو إف كيه بيوغراد ونادي غوريتسا.

## وصلات خارجية
- رادوفان تشورتشيتش على موقع قاعدة بيانات كرة القدم.إي يو (الإنجليزية)
- رادوفان تشورتشيتش على موقع Soccerway.com (الإنجليزية)
- رادوفان تشورتشيتش على موقع عالم كرة القدم.نت (الإنجليزية)